# كاناب
كاناب (يوتا) (بالإنجليزية: Kanab, Utah)‏ هي مدينة تقع في الولايات المتحدة في مقاطعة كاني، يوتا. يقدر عدد سكانها بـ 4,410 نسمة ومساحتها 36.4 كم2 وترتفع عن سطح البحر 1,515 متر.

## التركيبة السكانية
حدّد مكتب تعداد الولايات المتحدة بيانات التركيبة السكانية لكاناب في تعداد الولايات المتحدة. في ما يلي، التركيبة السكانية حسب تعدادي 2000 و2010.

### تعداد عام 2000
بلغ عدد سكان كاناب 3,564 نسمة بحسب تعداد عام 2000، وبلغ عدد الأسر 1,335 أسرة وعدد العائلات 979 عائلة مقيمة في المدينة. في حين سجلت الكثافة السكانية 95.1 نسمة لكل كيلومتر مربع (246.3/ميل2). وبلغ عدد الوحدات السكنية 1,492 وحدة بمتوسط كثافة قدره 39.8 لكل كيلومتر مربع (103.1/ميل2).
وتوزع التركيب العرقي للمدينة بنسبة 96.77% من البيض و0.06% من الأمريكيين الأفارقة و0.98% من الأمريكيين الأصليين و0.25% من الأمريكيين ذوي الأصول الآسيوية و0.03% من سكان جزر المحيط الهادئ و0.67% من الأعراق الأخرى و1.23% من عرقين مختلطين أو أكثر و1.88% من الهسبانيون أو اللاتينيون من أي عرق.
بلغ عدد الأسر 1,335 أسرة كانت نسبة 34.3% منها لديها أطفال تحت سن الثامنة عشر تعيش معهم، وبلغت نسبة الأزواج القاطنين مع بعضهم البعض 65.2% من أصل المجموع الكلي للأسر، ونسبة 6.1% من الأسر كان لديها معيلات من الإناث دون وجود شريك،  بينما كانت نسبة 2% من الأسر لديها معيلون من الذكور دون وجود شريكة وكانت نسبة 26.7% من غير العائلات. تألفت نسبة 23.8% من أصل جميع الأسر من عدة أفراد يعيشون في نفس المنزل ونسبة 12.1% كانت تتألف من شخص يعيش بمفرده يبلغ من العمر 65 عاماً أو أكثر. وبلغ متوسط حجم الأسرة المعيشية 2.64، أما متوسط حجم العائلات فبلغ 3.17.
بلغ العمر الوسطي للسكان 40.1 عاماً. وكانت نسبة 28.9% من القاطنين تحت سن الثامنة عشر، وكانت نسبة 6.7% بين الثامنة عشر والرابعة والعشرين عاماً، ونسبة 19.8% كانت واقعةً في الفئة العمرية ما بين الخامسة والعشرين والرابعة والأربعين عاماً، ونسبة 24.8% كانت ما بين الخامسة والأربعين والرابعة والستين، ونسبة 18.7% كانت ضمن فئة الخامسة والستين عاماً فما فوق. يوجد لكل 100 أنثى 95.2 ذكر، ويوجد لكل 100 أنثى في الثامنة عشر من عمرها فما فوق 89.0 ذكر.
بلغ متوسط دخل الأسرة في المدينة 35,125 دولارًا، أما متوسط دخل العائلة فبلغ 40,778 دولارًا. وكان متوسط دخل الذكور 31,741 دولارًا مقابل 19,116 دولارًا للإناث. وسجل دخل الفرد الخاص بالمدينة 16,128 دولارًا. وكانت نسبة 4% من العائلات ونسبة 5.6% من السكان تحت خط الفقر، وكان من هؤلاء نسبة 4.6% تحت سن الثامنة عشر ونسبة 4.9% في الخامسة والستين من العمر وما فوق.

### تعداد عام 2010
بلغ عدد سكان كاناب 4,312 نسمة بحسب تعداد عام 2010، وبلغ عدد الأسر 1,729 أسرة وعدد العائلات 1,130 عائلة مقيمة في المدينة. في حين سجلت الكثافة السكانية 115 نسمة لكل كيلومتر مربع (297.8/ميل2). وبلغ عدد الوحدات السكنية 1,999 وحدة بمتوسط كثافة قدره 53.3 لكل كيلومتر مربع (138.0/ميل2).
وتوزع التركيب العرقي للمدينة بنسبة 96.20% من البيض و0.28% من الأمريكيين الأفارقة و1% من الأمريكيين الأصليين و0.28% من الأمريكيين ذوي الأصول الآسيوية و0.81% من الأعراق الأخرى و1.44% من عرقين مختلطين أو أكثر و4.17% من الهسبانيون أو اللاتينيون من أي عرق.
بلغ عدد الأسر 1,729 أسرة كانت نسبة 27.7% منها لديها أطفال تحت سن الثامنة عشر تعيش معهم، وبلغت نسبة الأزواج القاطنين مع بعضهم البعض 56.2% من أصل المجموع الكلي للأسر، ونسبة 6.7% من الأسر كان لديها معيلات من الإناث دون وجود شريك،  بينما كانت نسبة 2.5% من الأسر لديها معيلون من الذكور دون وجود شريكة وكانت نسبة 34.6% من غير العائلات. تألفت نسبة 30.9% من أصل جميع الأسر من عدة أفراد يعيشون في نفس المنزل ونسبة 13% كانت تتألف من شخص يعيش بمفرده يبلغ من العمر 65 عاماً أو أكثر. وبلغ متوسط حجم الأسرة المعيشية 2.44، أما متوسط حجم العائلات فبلغ 3.08.
بلغ العمر الوسطي للسكان 41.8 عاماً. وكانت نسبة 25.4% من القاطنين تحت سن الثامنة عشر، وكانت نسبة 6.8% بين الثامنة عشر والرابعة والعشرين عاماً، ونسبة 20.5% كانت واقعةً في الفئة العمرية ما بين الخامسة والعشرين والرابعة والأربعين عاماً، ونسبة 27.3% كانت ما بين الخامسة والأربعين والرابعة والستين، ونسبة 20% كانت ضمن فئة الخامسة والستين عاماً فما فوق. وتوزع التركيب الجنسي للسكان بنسبة 48.4% ذكور و51.6% إناث.